# Reserva natural de las Riberas de Castronuño-Vega del Duero
La Reserva Natural de las Riberas de Castronuño-Vega del Duero es una reserva natural situada en la parte occidental de la provincia de Valladolid, comunidad autónoma de Castilla y León, España. Se trata del único espacio natural protegido de esta provincia. Abarca las localidades de Castronuño, Pollos, Torrecilla de la Abadesa y Tordesillas. También se la conoce como la Gran Florida del Duero.
Está situado en una zona de páramos y vegas sedimentadas. Es por tanto, una zona migratoria y de nidificación para las aves acuáticas. El Duero está rodeado de bosques de ribera y constituye un ecosistema palustre muy interesante. Es una zona de grandes praderas y ausencia de grandes elevaciones.

## Historia

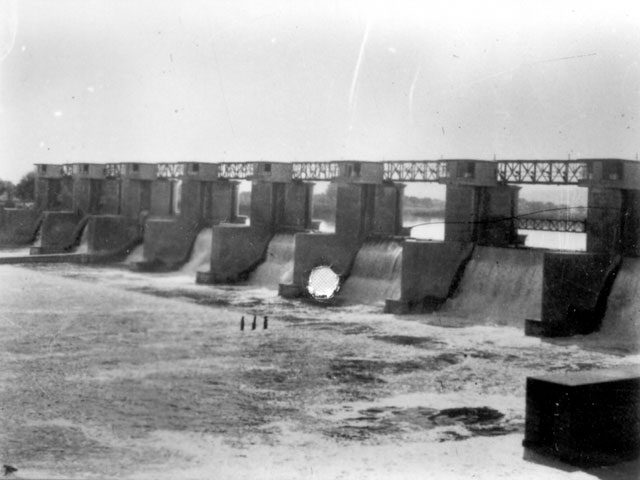
La construcción del embalse de San José en la década de los cuarenta, fue lo que originó la formación de esta reserva natural.

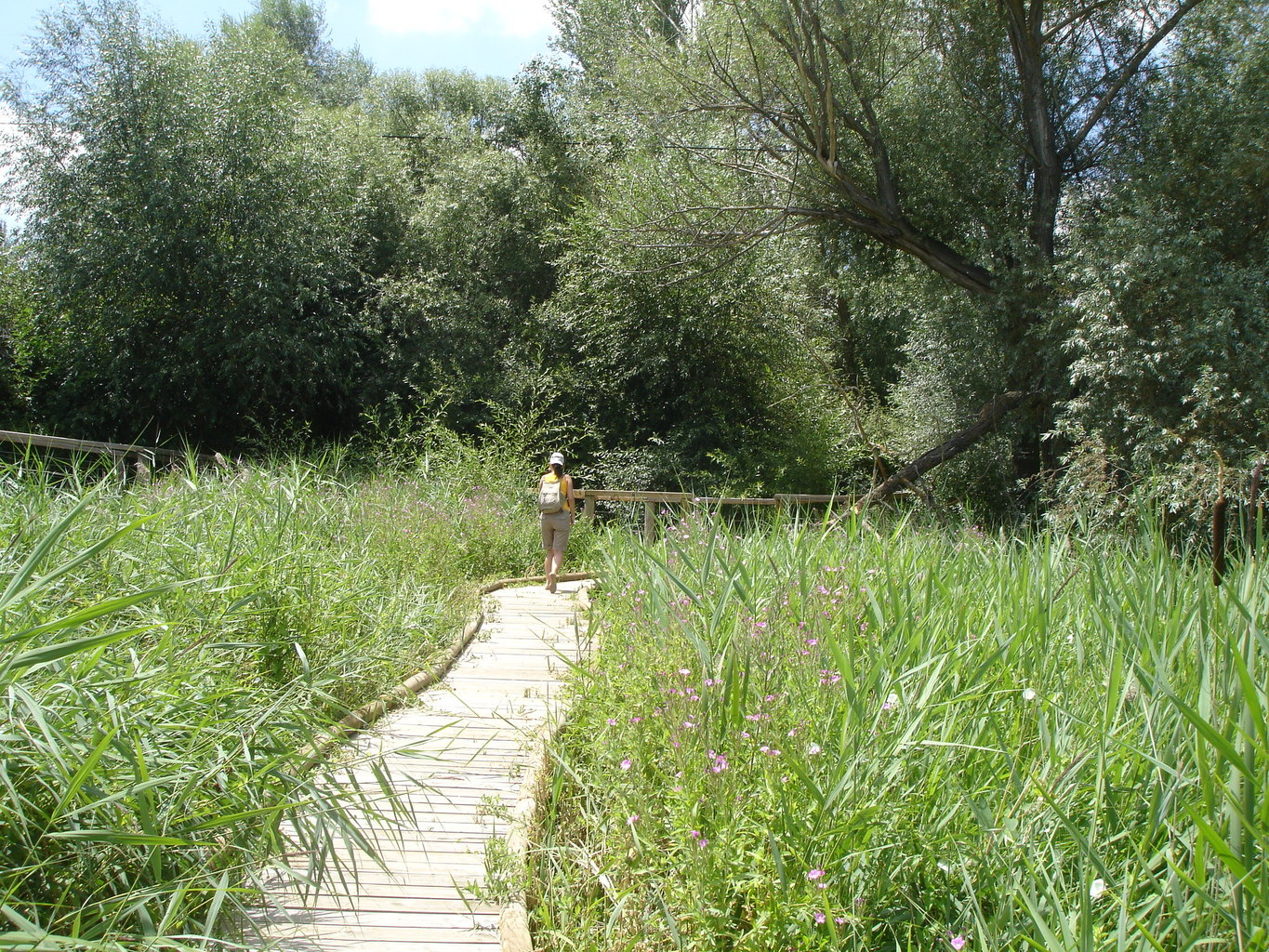
Uno de los caminos de la reserva.

Su columna vertebral, el río Duero, lo cruza de este a oeste. El apresamiento de las aguas del río Duero a su paso por el término municipal de Castronuño, con la construcción del embalse de San José en la década de los cuarenta, fue lo que originó la formación de esta reserva que constituye un ecosistema con singulares elementos bióticos y paisajísticos. Encharcó muchos sedimentos fértiles de la orilla del río, que fueron colonizados poco a poco por grandes masas de carrizal, mantenidos por el nivel tan constante del embalse. Cuanto mayor fue creciendo la masa de carrizal atrajo a más aves especializadas en la vida de los humedales. Se trata pues de un humedal seminatural. Fue declarado Zona de Especial Protección para las Aves (ZEPA) en 1992 y Reserva Natural 10 años después.

## Flora
Bosques de ribera: álamos blancos, sauces, chopos negros. Cantueso, fresno, majuelos, alisos, aulaga, pino piñonero, encina, olmo, enea y tomillo.

## Fauna
Garza imperial, Garza real, martinete, garceta común, culebras, patos cucharas, porrones comunes, porrones moñudos, cormoranes, alcotán, águila pescadora, culebra de collar, águila de escalera, águila calzada, búho chico, garza imperial, carricero común, halcón peregrino, lagartija cenicienta, lagartija colirroja, lagarto ocelado, ranita de San Antonio, sapos parteros, nutria,  turón y tejón.

## Otras figuras de protección

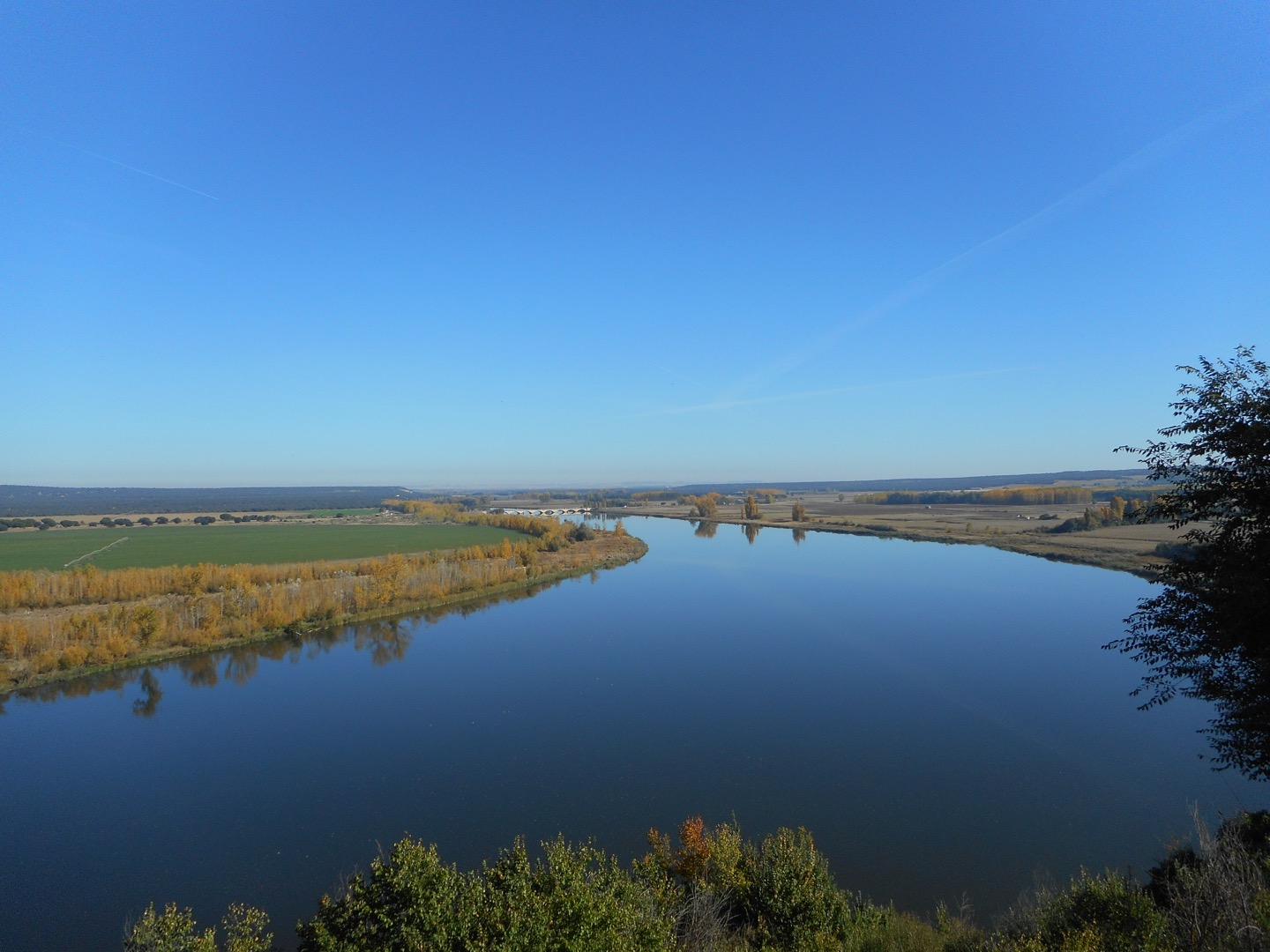
El río Duero, visto desde el mirador de la Muela hacia el puente ferroviario.

- ZEPA (1991)